# Helmut Moysich
Helmut Moysich (* 1952) ist ein deutscher Germanist und Literaturübersetzer. Seine Forschungsschwerpunkte sind österreichische Gegenwartsliteratur und Peter Handke. Er übersetzt aus den Sprachen Englisch, Italienisch und Französisch. Er lebt heute bei Schloss Algersdorf in der Steiermark.

## Leben
Helmut Moysich studierte Germanistik, Romanistik und Komparatistik an den Universitäten von Heidelberg, Mainz und Aix-en-Provence. Er promovierte 1986 (Dissertation: Die Selbst-Bildung und der Exzess des Blicks. Zum Werk Heinrichs von Kleist, Peter Lang, Frankfurt a. M. 1988). Von 1980 bis 1988 war er wissenschaftlicher Mitarbeiter für deutsche Literatur an der Universität Mainz. Von 1988 bis 1995 arbeitete er als „DAAD–Visiting Professor“ an der University of Toronto und der York University, Kanada. Von 1997 bis 2000 war er Dozent für deutsche Literatur an der Libera Università IULM, Milano, und von 2000 bis 2019 war er Uni-Dozent für deutsche Gegenwartsliteratur an der Università di Cagliari, Italien.
Seit 1996 veröffentlicht er regelmäßig Beiträge, insbesondere zur europäischen Gegenwartsliteratur, in der Grazer Literaturzeitschrift manuskripte, sowie in anderen Fachzeitschriften. Seit 2009 arbeitet er als literarischer Übersetzer.

## Veröffentlichungen

### Eigene Veröffentlichungen
- Prospettando un’altra Odissea. Peter Handke e la riconquista dell’immagine, Edizioni AV, Cagliari 2004
- Sardinien (literarische Anthologie), hrsg. v. Helmut Moysich & Elisabeth Loibner, Wieser Verlag 2011 (mit Erstübersetzungen aus dem Italienischen von Texten von Giorgio Caproni, Giuseppe Garibaldi, Emilio Lussu.), ISBN 978-3851298857

### Übersetzungen
Übersetzungen aus dem Englischen/Amerikanischen:
- Francis Scott Fitzgerald: Der Moment der Schönheit. Aus den Notebooks, mit einem einleitenden Essay von Hanns-Josef Ortheil, DVB, erscheint im Herbst 2022
- Henry James: In Venedig. Begleitet von Hanns-Josef Ortheil, DVB, Mainz 2016, ISBN 978-3871620881
- John Ruskin: Grundlagen des Zeichnens, DVB, Mainz 2019, ISBN 978-3871621017

Übersetzungen aus dem Französischen:
- Michel Butor: Beschreibung von San Marco, DVB, Mainz 2018 (Übersetzungsprämie/Bundeskanzleramt Österreich 2019), ISBN 978-3871620997
- Émile Zola: Meine Reise nach Rom, mit einem Nachwort von Hanns-Josef Ortheil, DVB, Mainz 2014, ISBN 978-3871620812
- Alain Berenboom: Monsieur Optimist, Graf Verlag/Ullstein, München/Berlin 2015, ISBN 978-3862200542

- Geneviève Damas: Wenn du über den Fluss gehst, Graf Verlag/Ullstein, München/Berlin 2015, ISBN 978-3862200429
- Kamal Ben Hameda: Sieben Frauen aus Tripolis, Graf Verlag/Ullstein, München/Berlin 2011, ISBN 978-3862200238

Übersetzungen aus dem Italienischen:
- Cesare Pavese: Der Strand. Mit einem Nachwort von Hanns-Josef Ortheil. DVA, Mainz 2021, ISBN 978-3-87162-109-3
- Diego Marani: Neue Finnische Grammatik, Graf Verlag/Ullstein, München/Berlin 2014 (Arbeitsstipendium des Landes Nordrhein-Westfalen, 2012; Übersetzungsprämie/Bundeskanzleramt Österreich 2015), ISBN 978-3862200412
- Paola Cereda: Agata verzaubert eine Insel, Graf Verlag/Ullstein, München/Berlin 2014, ISBN 978-3548287843
- Mauro Corona: Im Tal des Vajont, Graf Verlag/Ullstein, München/Berlin 2012, ISBN 978-3548611525
- Erri de Luca: Das Gewicht des Schmetterlings, Graf Verlag/Ullstein, München/Berlin 2009, ISBN 978-3548611365

## Auszeichnungen
- 2012: Arbeitsstipendium des Landes Nordrhein-Westfalen
- 2015, 2019: Übersetzungsprämie der Abteilung II/5 – Literatur und Verlagswesen im Bundeskanzleramt Österreich[3]